# Імператор Парижа
«Імператор Парижа» (фр. L'Empereur de Paris) — французький історично-кримінальний фільм 2018 року, поставлений режисером Жаном-Франсуа Ріше з Венсаном Касселем у головній ролі. У 2019 році фільм було номіновано в 2-х категоріях на здобуття французької національної кінопремії «Сезар».

## Сюжет
Події фільму розгортаються в часи правління Наполеона. Ежен Франсуа Відок — відомий на всю Францію злочинець, якому вдалося 27 разів втекти з місць позбавлення волі. Ставши легендою не тільки злочинного світу, а й правоохоронних органів, Відок вирішує зав'язати з криміналом і встати на шлях захисника правопорядку, ставши першим в історії Франції главою Головного управління національної безпеки. Таким чином Відок став, сам того не бажаючи, імператором Парижа.

## У ролях
| • Венсан Кассель  | … | Ежен Франсуа Відок       |
| • Фрейя Мавор     | … | Аннетта                  |
| • Дені Меноше     | … | Дубійяр                  |
| • Аугуст Діль     | … | Натанаїл                 |
| • Джеймс Тьєррі   | … | герцог                   |
| • Патрік Шене     | … | Анрі                     |
| • Ольга Куриленко | … | баронеса Роксана Живерні |
| • Фабріс Лукіні   | … | Фуше                     |
| • Дені Лаван      | … | Майлард                  |
| • Антуан Басслер  | … | Перрен                   |
| • Жером Пулі      | … |                          |
| • Немо Шифман     | … | Шарль                    |

## Знімальна група
- Автори сценарію — Ерік Бенар, Жан-Франсуа Ріше
- Режисер-постановник — Жан-Франсуа Ріше
- Продюсери — Ерік Альтмаєр, Ніколя Альтмаєр
- Оператор — Мануель Дакоссе
- Композитори — Марко Белтрамі, Маркус Трумп
- Монтаж — Ерве Шнайд
- Художник-постановник — Еміль Ґіґо
- Художник-костюмер — П'єр-Ів Ґеро
- Художник-декоратор — Деві Тіруванзям
- Підбір акторів — Жіжі Акока

## Нагороди та номінації
| Список нагород та номінацій | Список нагород та номінацій | Список нагород та номінацій | Список нагород та номінацій | Список нагород та номінацій | Список нагород та номінацій |
| Кінофестиваль/Кінопремія    | Рік                         | Категорія                   | Номінант(и)                 | Результат                   | Дж                          |
| --------------------------- | --------------------------- | --------------------------- | --------------------------- | --------------------------- | --------------------------- |
| Премія «Сезар»              | 22.02.2019                  | Найкращі декорації          | Еміль Ґіґо                  | Номінація                   | [ 3 ]                       |
| Премія «Сезар»              | 22.02.2019                  | Найкращий дизайн костюмів   | П'єр-Ів Ґеро                | Номінація                   | [ 3 ]                       |